# Камаринська
Камаринська (рос. Комаринская (дорога), Камаринская, Комаринский мужик; біл. Камарыцкі) — російська народна танцювальна пісня, танець , популяризована під цю пісню однойменна увертюра Михайла Івановича Глінки.

## Етимологія
Слово «Камаринська пісня, танець» походить від словосполучення «Камаринський мужик». Імовірно слово виникло від топоніма Камаричі — назви однієї з волостей в Орловській губернії . Дана волость раніше перебувала під владою Речі Посполитої, а доходи, які приносила ця волость, надходили в особисте користування (Камару — звідки і пішла назва Камаричі) польських і литовських феодалів.
Т. А. Мартем'янов, перший дослідник танцювальної пісні «Камаринська», вважає, що назва волості походить від слів комірник, комірники. Так на Сіверщині називали людей, які не мали своїх будинків і жили в чужих хатах і каморах. Комарицкая волость, внаслідок посиленої колонізації по зміцненню південних кордонів Московської держави, що проводилася за велінням царя Івана Грозного, була краєм бездомників, волоцюг. Назва волості зобов'язана їм своїм назвою.

## Танець

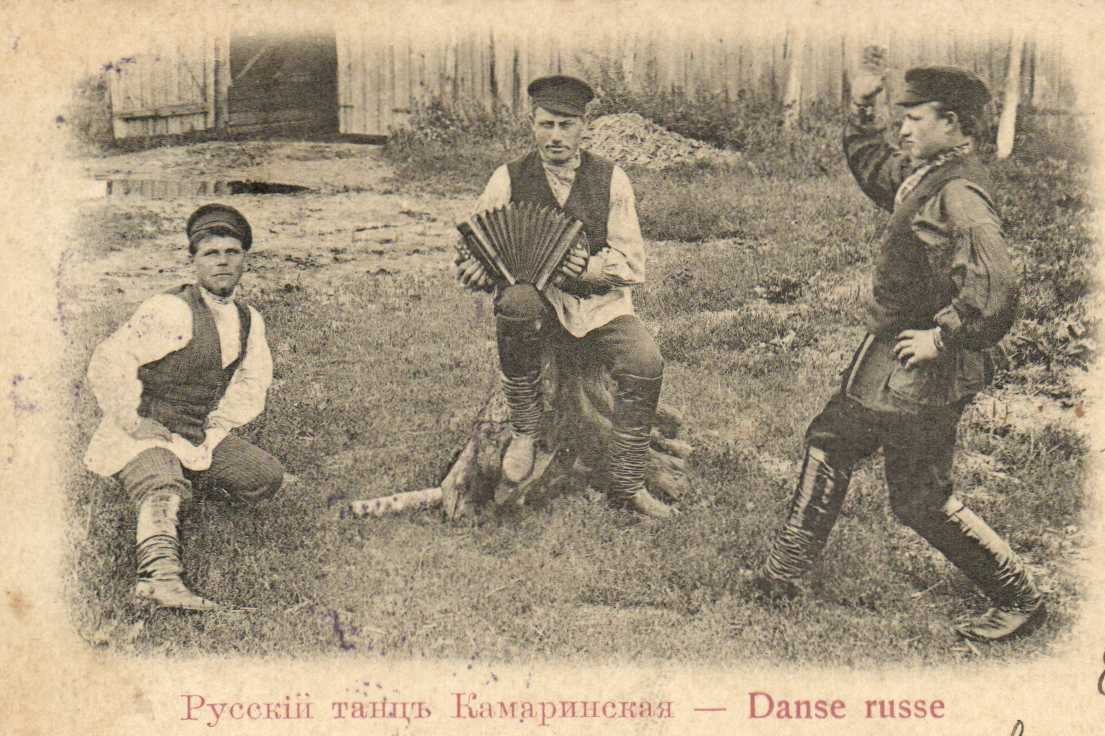
Камаринський танець

Популярний російський народний удалой танець, головним чином чоловічий, що представляє собою молодецький танок в супроводі однойменної пісні.
В основі танцю лежать крокові рухи. Нога ставиться то на п'яту, то на носок. Цей елемент має різні назви: викаблучування, притопування(збивання бруду з чобота). Руки ставляться на пояс («руки в боки»), потім розлучаються в сторони. Також присутній елемент присядки, підскоку, вертіння і ходіння по колу. Під час танцю танцюрист плескає в долоні, по животу і по п'ятах.
На думку нахлібника і тирана Хоми Опіскіна з повісті «Село Степанчиково і його мешканці» Федора Достоєвського: Камаринський танець несе собою аморальність, і танцювати його може хіба що найдурніший селюк. Таке ставлення викликано тим, що інших людей пісня і танець веселить.
У XVIII—XIX століттях Камаринська включався в програму російських асамблей і балів, де зазвичай її танцювали всі присутні.

## Пісня
За твердженням історика-краєзнавця Г. М. П'ясецького, Російська народна пісня «Камаринська» ( «Комаринская») залишилася «пам'ятником зради жителів Комарицької волості Борису не тільки як государю, але і як своєму поміщику-панові». Існує також версія, що Камаринская з'явилася як вираз радості «людей, які зуміли втекти з татарського полону». За ще однією версією, Камаринская відображає реалії Смутного часу.
Фольклористка Е. Ліньова вказувала на «старовину цього мотиву і на його рід з піснями скоморохів». Т. Мартем'янов вважав, що: «В очах нашого народу Камаринський це неприборканий вольник, гультяїв, бешкетник, і до того ж — безсумнівний антикрепостников. Мені <...> самому неодноразово доводилося спостерігати свідоме підкреслення співаками Камаринской таких саме типових рис цього героя, причому особливо енергійно відтіняє його вперте небажання "барині служити", визнати панську владу». Існує декілька варіантів пісні. Найбільш відомий:
Ох, ты, сукин сын, камаринский мужик,

Задрал ножки та й на печке лежит.

Лежит, лежит та й попорхивает,

Правой ножкою подергивает.

Сам на девушек помаргивает,

Над женою выкамаривает:

— Ты вставай, молодая жена!

Скорей завтрак готовь, сатана!

Ой, комар ты, наш камаринский мужик,

Собрался в лес, по дорожке бежит.

Он бежит, бежит, пошучивает,

Свои усики покручивает.

Тише, тише топочите!

Пол не проломите!

У нас под полом вода,

В воде не утоните!

Пошла плясать,

Ногой топнула.

Аж хата покачнулась

И дверь хлопнула.

Хорошо, подружка, пляшешь!

Хорошо ты дроби бьешь!

Только тем и не хороша,

Что припевок не поешь!

## Увертюра
Камаринская — одночастинна увертюра Михайла Івановича Глінки, написана в 1848 році. Задум «Камаринської» відноситься до 1848 році. Композитор поїхав жити до Варшави. Ще досить свіжі були враження про його поїздку в Іспанію, які втілилися в увертюрі « Ніч в Мадриді », заснованої на фольклорному музичному матеріалі. Сумуючи за рідними краями, Глінка почав згадувати російські народні мотиви, які сильно відрізнялися від мелодій інших європейських народів. Несподівано він знайшов велику схожість двох відомих російських народних пісень «Із-за гір, гір, високих гір», яку зазвичай виконують на весільних гуляннях, і танцювальної «Камаринської». Глінка вирішує створити твір в наслідуванні російському народному співу з підголосками, які додаються при кожному новому проведенні теми. Писати партитуру Глінка почав спочатку серпня 1848 року. Робота просувалася досить швидко, і в жовтні твір було закінчено. Перше виконання — на концерті 15 березня 1850 року в Санкт-Петербурзі разом з двома Іспанськими увертюрами.
У «Камаринської» виділяється чотири великих розділи. За вступом, після генеральної паузи слід перший розділ, який побудований на темі весільної пісні «Із-за гір, гір, високих гір». Другий розділ — варіації на тему «Камаринської». Третій — повернення весільної пісні, четвертий — шість нових варіацій на тему «Камаринської».
Спочатку замислювалося невелике фортепіанне твір, але врешті-решт вийшла досить цікава оркестрова п'єса під назвою «Весільний і танцювальна». Назвати твір «Камаринська» Михайлу Глінці порадив Володимир Одоєвський. Форма твору — подвійні варіації: використовуються дві теми. «Русское скерцо » — так любив називати свій твір композитор.
П. І. Чайковський сказав, що в цьому творі «укладена вся російська симфонічна музика».
У 1980 році на музику композитора в СРСР був випущений мультиплікаційний фільм режисера Інеси Ковалевської «Камаринська» із серії екранізацій фольклорних пісень і шедеврів вітчизняної класики.

### перша тема
Перша тема (A) — весільна пісня «Із-за гір, гір, високих». F-dur (Фа мажор). Характер ліричний, задумливий. Після теми йдуть кілька варіацій:
- А — струнні грають в унісон.
- А1 — тільки дерев'яні духові, але вже з підголосками.
- А2 — тільки віолончелі з підголосками.
- А3 — тутті (тобто грає весь оркестр). Загальне «хорове» звучання.

### друга тема
Друга тема (B) — танцювальна «Камаринська». Тональність — D-dur. За характером вона жвава, стрімка, танцювальна. Розвиток проводиться поліфонічними прийомами — варіації зачіпають саме підголоски. Подібний прийом допомагає створити вигадливу і різноманітну музику. У варіаціях на цю тему скрипки грають піццикато, а дерев'яні духові наслідують російських народних інструментів.
Розвиток партії:
- Перші шість варіацій: незмінність теми, варіації на супровід.
- Збагачення теми фигурациями, властивими переважно для балалайки.
- Створення нових мелодій, родинних по інтонаційному будовою танцювальної.

Після проведення двох розділів звучать нові групи варіацій на теми А і В.
У темі А особливих змін немає, а ось в темі В безліч вигадок, змін тональностей, синкоп.
Темп йде з накопиченням, все швидше і швидше. Використовується тональність теми А — F-dur (Фа мажор).
Перед кінцем увертюри невелике уповільнення, тему другого розділу (В) грає одна скрипка, але потім знову грає весь оркестр, і все закінчується темою В на фортисимо (ff).